# Болотова, Зоя Дмитриевна
Зо́я Дми́триевна Болотова (20 декабря 1918, Залесная — 2005, Добрянка) — советская лыжница, выступавшая на всесоюзном уровне в период 1938—1952 годов. 18-кратная чемпионка СССР в различных лыжных дисциплинах, член спортивного общества «Пищевик», Заслуженный мастер спорта СССР (1942). Также известна как общественный деятель и тренер.

## Биография
Родилась 20 декабря 1918 года в деревне Залесная Добрянского района Пермской губернии. Проходила обучение в Левшинской школе и затем в школе фабрично-заводского ученичества пермского хлебозавода.
Активно заниматься лыжными гонками начала в возрасте восемнадцати лет под руководством опытного тренера В. В. Павлова, который после года подготовки посоветовал ей переехать на постоянное жительство в Свердловск и присоединиться к свердловскому добровольно-спортивному обществу «Пищевик». В Свердловске Болотова работала лаборантом и бракером на городском хлебозаводе № 2 «Автомат», при этом продолжала тренироваться и участвовать в соревнованиях.
Первого серьёзного успеха в лыжных гонках добилась уже в 1938 году, когда выиграла первенство своего спортивного общества и удачно выступила на первенстве Всесоюзного центрального совета профессиональных союзов, в результате чего удостоилась права представлять область на всесоюзном чемпионате. В марте на домашнем чемпионате СССР в Свердловске выиграла серебряную медаль в гонке на 5 км, уступив на финише только Любови Кулаковой из Москвы, одержала победу в гонке на 10 км, опередив на лыжне всех 108 соперниц, в также взяла серебро в гонке на 20 км, пропустив вперёд представительницу Московской области Марию Початову.
На чемпионате СССР 1939 года, вновь прошедшем в Свердловске, Болотова завоевала золотые медали на десяти- и двадцатикилометровых дистанциях — за это выдающееся достижение первой среди свердловских спортсменок получила звание «Мастера спорта».
Во время Великой Отечественной войны в период 1941—1943 годов занимала должность председателя областного совета спортивного общества «Пищевик», занималась общественной деятельностью: проводила занятия по лечебной гимнастике в местном военном госпитале, осуществляла подготовку юношей допризывного возраста в военкомате. Одновременно с общественной работой тренировалась и участвовала в соревнованиях, в частности на чемпионате СССР 1941 года в Ленинграде одержала победу в военизированной гонке со стрельбой на 5 км. В 1942 году за большую общественную работу и высокие спортивные достижения первой среди уральских женщин удостоилась почётного звания «Заслуженный мастер спорта». В 1943 году переехала на постоянное жительство в Москву, но продолжила при этом выступать за сборную Свердловска. Так, на очередном чемпионате СССР первенствовала во всех трёх проводившихся женских дисциплинах: в гонке на 5 км, в эстафете 3 × 3 км, в беге санитарных команд на 5 км. Продолжала выступать на всесоюзном уровне вплоть до 1952 года, в общей сложности 18 раз выигрывала первенство Советского Союза в различных дисциплинах и неоднократно становилась призёркой.
В 1950 году Зоя Болотова окончила Высшую школу тренеров при Государственном центральном институте физической культуры и занялась тренерской деятельностью. В период 1954—1968 годов была тренером сборной команды СССР, впоследствии работала тренером в отделе лыжного спорта Комитета по физической культуре и спорту при Совете министров РСФСР.
После выхода на пенсию проживала в городе Добрянка Пермской области, там же умерла в 2005 году. В Добрянке одна из улиц с 2007 года названа в честь Зои Дмитриевны Болотовой. Также в 2006 году в селе Красная Слудка недалеко от её родной деревни Залесная установлен памятник З. Д. Болотовой.

## Награды и звания
- орден Трудового Красного Знамени (27.04.1957) — «за успехи, достигнутые в деле развития массового физкультурного движения в стране, повышения мастерства советских спортсменов, и успешное выступление на международных соревнованиях»
- Медаль «За трудовое отличие» (16.09.1960) — за успешные выступления в XVII летних и VIII зимних Олимпийских играх 1960 года, а также за выдающиеся спортивные достижения[1]
- Заслуженный тренер СССР (1960)
- Заслуженный мастер спорта СССР (1942)